# New Orleans Saints 2019
La stagione 2019 dei New Orleans Saints è stata la 53ª della franchigia nella National Football League e la 13ª con Sean Payton come capo-allenatore. Malgrado l'avere perso Drew Brees per un infortunio al pollice dalle settimane 3 a 7, i Saints ebbero un record di 5-0 in sua assenza con Teddy Bridgewater come quarterback titolare, vincendo la NFC South division dopo la vittoria sugli Atlanta Falcons nel Giorno del Ringraziamento. La squadra pareggiò il proprio record di 13-3 dell'anno precedente con la vittoria sui Carolina Panthers nell'ultimo turno ma non riuscì ad assicurarsi la possibilità di saltare il primo turno di playoff a causa della classifica avulsa con San Francisco 49ers e Green Bay Packers. Fu la prima volta nella storia che i Saints vinsero almeno 12 gare per due stagioni consecutive. Nel turno delle wild card ospitarono i Minnesota Vikings, il quinto incontro tra le due squadre nei playoff. Per la seconda volta in tre anni, New Orleans fu eliminata dai Vikings, perdendo per 26-23 nei tempi supplementari.

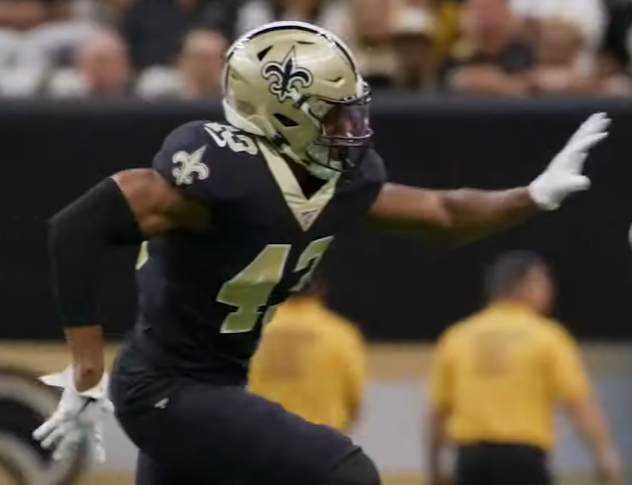
La partita del 10 novembre contro gli Atlanta Falcons

## Scelte nel Draft 2019
| Scelte dei Saints nel Draft 2019 |        |                          |       |            |
| Giro                             | Scelta | Giocatore                | Ruolo | College    |
| 2                                | 48     | Erik McCoy               | C     | Texas A&M  |
| 4                                | 105    | Chauncey Gardner-Johnson | S     | Florida    |
| 6                                | 177    | Saquan Hampton           | S     | Rutgers    |
| 7                                | 231    | Alize Mack               | TE    | Notre Dame |
| 7                                | 244    | Kaden Elliss             | LB    | Idaho      |

## Staff
| Staff dei New Orleans Saints nel 2019 |
| --- |
| Organi dirigenziali - Proprietario - Gayle Benson - Presidente - Dennis Lauscha - Vice presidente esecutivo/General Manager - Mickey Loomis - Assistente General Ganager/Direttore del college scouting - Jeff Ireland - Vicedirettore sportivo - Khai Harley - Direttore operativo - James Nagaoka - Direttore della ricerca personale - Terry Fontenot Capo allenatore - Capo-allenatore - Sean Payton - Assistente capo-allenatore/Tight End - Dan Campbell - Assistente capo-allenatore - Kevin Petry Altri allenatori - Responsabile dello sviluppo della forza e della condizionamento - Dan Dalrymple - Assistente dello sviluppo della forza e della condizione - Charles Byrd - Assistente dell sviluppo della forza e della condizione - Rob Wenning Allenatori dell'attacco - Coordinatore offensivo - Pete Carmichael Jr. - Quarterback - Joe Lombardi - Running Back - Joel Thomas - Assistente superiore offensivo/Wide Receiver - Curtis Johnson - Assistente Wide Receiver - Ronald Curry - Offensive Line - Dan Roushar - Assistente Offensive Line - Brendan Nugent - Assistente offensivo - Joe Brady Allenatori della difesa - Coordinatore difensivo - Dennis Allen - Defensive Line - Ryan Nielsen - Linebacker - Mike Nolan - Secondary - Aaron Glenn - Assistente superiore difensivo - Peter Giunta - Assistente difensivo/Linebacker - Michael Hodges - Assistente difensivo - Leigh Torrence - Specialista della pass rush - Brian Young Allenatori dello special team - Coordinatore dello Special Team - Bradford Banta - Assistente dello Special Team - Kevin O'Dea |

## Roster
| Roster dei New Orleans Saints nel 2019 |
| --- |
| Quarterback - 9 Drew Brees - 5 Teddy Bridgewater - 7 Taysom Hill Running Back - 41 Alvin Kamara - 42 Zach Line FB - 28 Latavius Murray - 27 Dwayne Washington Wide Receiver - 19 Ted Ginn Jr. - 80 Austin Carr - 10 Tre'Quan Smith - 13 Michael Thomas - 11 Deonte Harris - 81 Krishawn Hogan Tight End - 85 Dan Arnold - 89 Josh Hill - 87 Jared Cook Offensive Linemen - 78 Erik McCoy C - 60 Patrick Omameh G - 73 Ethan Greenidge G - 72 Terron Armstead T - 62 Nick Easton C - 64 Will Clapp C - 75 Andrus Peat G - 71 Ryan Ramczyk T - 67 Larry Warford G Defensive Linemen - 90 Malcolm Brown. DT - 92 Marcus Davenport DE - 97 Mario Edwards Jr. - 96 Carl Granderson DE - 91 Trey Hendrickson DE - 94 Cameron Jordan DE - 93 David Onyemata DT - 98 Sheldon Rankins DT - 99 Shy Tuttle DT Linebacker - 58 Stephone Anthony MLB - 54 Kiko Alonso OLB - 56 Demario Davis OLB - 53 A.J. Klein OLB - 52 Craig Robertson MLB Defensive Back - 29 Johnson Bademosi CB - 25 Eli Apple CB - 24 Vonn Bell SS - 48 J.T. Gray SS - 34 Justin Hardee CB - 23 Marshon Lattimore CB - 22 Chauncey Gardner-Johnson SS - 21 Patrick Robinson CB - 43 Marcus Williams FS - 26 P.J. Williams CB - 33 Saquan Hampton FS Special Team - 3 Wil Lutz K - 6 Thomas Morstead P - 49 Zach Wood LS Lista delle riserve - -- Chase Hansen OLB (IR) - 45 Garrett Griffin TE (IR) - 63 Cameron Tom C (IR) - 47 Alex Anzalone OLB (IR) - 18 Keith Kirkwood WR (IR) - 55 Kaden Elliss OLB (IR) - 51 Colton Jumper LB (IR) - 54 Josh Martin. OLB (IR) Squadra di allenamento - 17 Emmanuel Butler WR - 76 Taylor Stallworth DT - 70 Mitchell Loewen DT - 36 Trae Elston SS - 32 T.J. Green SS - 84 Lil'Jordan Humphrey WR - 68 Derrick Kelly II T - 65 John Leglue T - 44 Taquan Mizzell WR - 86 Jason Vander Laan TE 53 attivi, 8 inattivi, 10 nella squadra di allenamento |
| Legenda - I rookie sono in corsivo. - Il primo ruolo è il principale mentre gli eventuali successivi indicano i ruoli secondari. - (IR) sta per Injured Reserve ed indica la lista ristretta per un solo giocatore infortunato che può tornare ad allenarsi dopo la settimana 6 e a rientrare in prima squadra dopo che questa ha giocato 8 partite. - (NF-Inj.) / (NF-Ill.) stanno rispettivamente per Non-Football Injured e Non-Football Illness ed indicano le liste dove viene inserito un giocatore che ha un infortunio o una malattia non dipendente dal football americano. - (PUP) sta per Physically Unable to Perform ed indica la lista dove viene inserito un giocatore mentre è in attesa di recuperare la condizione fisica. Nella stagione regolare dopo la sesta partita giocata dalla propria squadra, il giocatore ha tempo tre settimane per riprendere ad allenarsi, più tre settimane aggiuntive dal suo rientro agli allenamenti per rientrare in prima squadra. |

## Calendario

### Stagione regolare
| Stagione regolare |              |                         |           |        |                               |         |
| Turno             | Data         | Avversario              | Risultato | Record | Stadio                        | Sintesi |
| 1                 | 9 settembre  | Houston Texans          | V 30–28   | 1–0    | Mercedes-Benz Superdome       | Recap   |
| 2                 | 15 settembre | at Los Angeles Rams     | S 9–27    | 1–1    | Los Angeles Memorial Coliseum | Recap   |
| 3                 | 22 settembre | at Seattle Seahawks     | V 33–27   | 2–1    | CenturyLink Field             | Recap   |
| 4                 | 29 settembre | Dallas Cowboys          | V 12–10   | 3–1    | Mercedes-Benz Superdome       | Recap   |
| 5                 | 6 ottobre    | Tampa Bay Buccaneers    | V 31–24   | 4–1    | Mercedes-Benz Superdome       | Recap   |
| 6                 | 13 ottobre   | at Jacksonville Jaguars | V 13–6    | 5–1    | TIAA Bank Field               | Recap   |
| 7                 | 20 ottobre   | at Chicago Bears        | V 36–25   | 6–1    | Soldier Field                 | Recap   |
| 8                 | 27 ottobre   | Arizona Cardinals       | V 31–9    | 7–1    | Mercedes-Benz Superdome       | Recap   |
| 9                 |              |                         |           |        |                               |         |
| 10                | 10 novembre  | Atlanta Falcons         | S 9–26    | 7–2    | Mercedes-Benz Superdome       | Recap   |
| 11                | 17 novembre  | at Tampa Bay Buccaneers | V 34–17   | 8–2    | Raymond James Stadium         | Recap   |
| 12                | 24 novembre  | Carolina Panthers       | V 34–31   | 9–2    | Mercedes-Benz Superdome       | Recap   |
| 13                | 28 novembre  | at Atlanta Falcons      | V 26–18   | 10–2   | Mercedes-Benz Stadium         | Recap   |
| 14                | 8 dicembre   | San Francisco 49ers     | S 46–48   | 10–3   | Mercedes-Benz Superdome       | Recap   |
| 15                | 16 dicembre  | Indianapolis Colts      | V 34–7    | 11–3   | Mercedes-Benz Superdome       | Recap   |
| 16                | 22 dicembre  | at Tennessee Titans     | V 38–28   | 12–3   | Nissan Stadium                | Recap   |
| 17                | 29 dicembre  | at Carolina Panthers    | V 42–10   | 13–3   | Bank of America Stadium       | Recap   |

Note
- Gli avversari della propria division sono in grassetto.

### Playoff
| Playoff   |                |                       |               |        |                         |         |
| Turno     | Data           | Avversario            | Risultato     | Record | Stadio                  | Sintesi |
| Wild Card | 5 gennaio 2020 | Minnesota Vikings (6) | S 20–26 (dts) | 0–1    | Mercedes-Benz Superdome | Recap   |

## Classifiche

### Division
| NFC South            | NFC South | NFC South | NFC South | NFC South | NFC South | NFC South | NFC South | NFC South |
| vedi • disc. • mod.  | V         | S         | P         | PCT       | DIV       | CONF      | PF        | PS        |
| -------------------- | --------- | --------- | --------- | --------- | --------- | --------- | --------- | --------- |
| New Orleans Saints   | 13        | 3         | 0         | .813      | 5-1       | 9-3       | 458       | 341       |
| Atlanta Falcons      | 7         | 9         | 0         | .438      | 4-2       | 6-6       | 381       | 399       |
| Tampa Bay Buccaneers | 7         | 9         | 0         | .438      | 2-4       | 5-7       | 458       | 449       |
| Carolina Panthers    | 5         | 11        | 0         | .313      | 1-5       | 2-10      | 340       | 470       |
|                      |           |           |           |           |           |           |           |           |
|                      |           |           |           |           |           |           |           |           |

### Conference
| National Football Conference           | National Football Conference | National Football Conference | National Football Conference | National Football Conference | National Football Conference | National Football Conference | National Football Conference | National Football Conference | National Football Conference | National Football Conference |
| Pos.                                   | Squadra                      | Division                     | V                            | S                            | P                            | PCT                          | DIV                          | CONF                         | SOS                          | SOV                          |
| Capolista di Division                  | Capolista di Division        | Capolista di Division        | Capolista di Division        | Capolista di Division        | Capolista di Division        | Capolista di Division        | Capolista di Division        | Capolista di Division        | Capolista di Division        | Capolista di Division        |
| -------------------------------------- | ---------------------------- | ---------------------------- | ---------------------------- | ---------------------------- | ---------------------------- | ---------------------------- | ---------------------------- | ---------------------------- | ---------------------------- | ---------------------------- |
| 1                                      | San Francisco 49ers          | West                         | 8                            | 0                            | 0                            | 1.000                        | 2-0                          | 5-0                          | .341                         | .341                         |
| 2                                      | New Orleans Saints           | South                        | 7                            | 1                            | 0                            | .875                         | 1-0                          | 5-1                          | .522                         | .508                         |
| 3                                      | Green Bay Packers            | North                        | 7                            | 2                            | 0                            | .778                         | 3-0                          | 4-1                          | .513                         | .517                         |
| 4                                      | Dallas Cowboys               | East                         | 5                            | 3                            | 0                            | .625                         | 4-0                          | 4-2                          | .377                         | .250                         |
| Wild Card                              |                              |                              |                              |                              |                              |                              |                              |                              |                              |                              |
| 5                                      | Minnesota Vikings            | West                         | 7                            | 2                            | 0                            | .778                         | 2-0                          | 4-1                          | .418                         | .307                         |
| 6                                      | Seattle Seahawks             | North                        | 6                            | 3                            | 0                            | .667                         | 1-2                          | 5-2                          | .422                         | .324                         |
| In corsa per i play-off                |                              |                              |                              |                              |                              |                              |                              |                              |                              |                              |
| 7                                      | Los Angeles Rams             | West                         | 5                            | 3                            | 0                            | .625                         | 0-2                          | 3-3                          | .492                         | .375                         |
| 8                                      | Carolina Panthers            | South                        | 5                            | 3                            | 0                            | .625                         | 1-1                          | 2-3                          | .507                         | .443                         |
| 9                                      | Philadelphia Eagles          | East                         | 5                            | 4                            | 0                            | .556                         | 1-1                          | 3-4                          | .447                         | .429                         |
| 10                                     | Detroit Lions                | North                        | 3                            | 4                            | 1                            | .438                         | 0-2                          | 2-2-1                        | .528                         | .407                         |
| 11                                     | Arizona Cardinals            | West                         | 3                            | 5                            | 1                            | .389                         | 0-2                          | 2-4-1                        | .534                         | .120                         |
| 12                                     | Chicago Bears                | North                        | 3                            | 5                            | 0                            | .375                         | 1-1                          | 2-3                          | .529                         | .370                         |
| 13                                     | Tampa Bay Buccaneers         | South                        | 2                            | 6                            | 0                            | .250                         | 1-2                          | 2-5                          | .642                         | .625                         |
| 14                                     | New York Giants              | East                         | 2                            | 7                            | 0                            | .222                         | 1-2                          | 2-5                          | .526                         | .176                         |
| 15                                     | Atlanta Falcons              | South                        | 1                            | 7                            | 0                            | .125                         | 0-0                          | 1-4                          | .593                         | .556                         |
| 16                                     | Washington Redskins          | East                         | 1                            | 8                            | 0                            | .111                         | 0-3                          | 0-6                          | .579                         | .125                         |
| Criteri di spareggio                   |                              |                              |                              |                              |                              |                              |                              |                              |                              |                              |
| 1.                                     |                              |                              |                              |                              |                              |                              |                              |                              |                              |                              |
| Legenda                                |                              |                              |                              |                              |                              |                              |                              |                              |                              |                              |
| w — wild card ottenuta                 |                              |                              |                              |                              |                              |                              |                              |                              |                              |                              |
| x — partecipazione ai playoff ottenuta |                              |                              |                              |                              |                              |                              |                              |                              |                              |                              |
| y — campioni di division               |                              |                              |                              |                              |                              |                              |                              |                              |                              |                              |
| z — salto del primo turno di play-off  |                              |                              |                              |                              |                              |                              |                              |                              |                              |                              |
| * — vantaggio del campo ottenuto       |                              |                              |                              |                              |                              |                              |                              |                              |                              |                              |

## Premi
- Michael Thomas:

miglior giocatore offensivo dell'anno della NFL

### Premi settimanali e mensili
- Wil Lutz:

giocatore degli special team della NFC della settimana 1
- Thomas Morstead:

giocatore degli special team della NFC della settimana 3
giocatore degli special team della NFC del mese di settembre
giocatore degli special team della NFC della settimana 6
- Cameron Jordan:

difensore della NFC della settimana 13
- Michael Thomas:

giocatore offensivo della NFC del mese di novembre
- Drew Brees:

giocatore offensivo della NFC della settimana 15
quarterback della settimana 15